# Útközben
Útközben (węg. W drodze) – piąty studyjny album węgierskiego zespołu muzycznego Fonográf. Album został wydany w 1978 roku na LP i MC nakładem wytwórni Hungaroton-Pepita, a w 1994 roku nastąpiło jego wznowienie na CD przez Hungaroton-Gong. Nagrań dokonano w studio Hungarotonu w 1978 roku. 

## Lista utworów

### Strona A
| 1. | "1978"               | 2:27  |
|    |                      |       |
| 2. | "Király Nagy Ági"    | 3:09  |
|    |                      |       |
| 3. | "Mosolyod vigasztal" | 4:06  |
|    |                      |       |
| 4. | "Ez már így szokás"  | 4:38  |
|    |                      |       |
| 5. | "Útközben"           | 4:53  |
|    |                      |       |
|    |                      | 19:13 |
|    |                      |       |

### Strona B
| 1. | "Elvesztett illúziók" | 4:26  |
|    |                       |       |
| 2. | "Menjünk, gyerekek"   | 3:12  |
|    |                       |       |
| 3. | "Hunyd le a szemed"   | 4:10  |
|    |                       |       |
| 4. | "Ha szerelem kell"    | 3:05  |
|    |                       |       |
| 5. | "Gondolj néha rám"    | 3:58  |
|    |                       |       |
|    |                       | 18:51 |
|    |                       |       |

## Skład zespołu
- Levente Szörényi – gitara, wokal
- János Bródy – elektryczna gitara stalowa
- László Tolcsvay – instrumenty klawiszowe, gitara, harmonijka, wokal
- Mihály Móricz – gitara, wokal
- Szabolcs Szörényi – gitara basowa, wokal
- Oszkár Németh – perkusja

### Gościnnie
- István Bergendy – saksofon
- Péter Bergendy – saksofon
- Sándor Hajdu – puzon
- Dániel Gryllus – tárogató
- Ágnes Szakály – cymbały